# Массімо Орландо
Массімо Орландо (італ. Massimo Orlando, нар. 26 травня 1971, Сан-Дона-ді-П'яве) — італійський футболіст, що грав на позиції півзахисника. Молодіжний чемпіон Європи 1992 року.

## Клубна кар'єра
Народився 26 травня 1971 року в місті Сан-Дона-ді-П'яве. Вихованець юнацьких команд футбольних клубів «Лібертас Чеджа», «Фоссальта» та «Конельяно». Саме в основній команді останнього Орландо дебютував у дорослому футболі 1986 року в Міжрегіональному чемпіонаті.
Згодом з 1988 року грав у «Реджині», очолюваній Невіо Скалою, провівши два сезони у Серії Б, забивши 3 голи в 67 матчах, зайнявши четверте місце в сезоні 1988/89 (програвши плей-оф до Серії А «Кремонезе») і шосте місце в сезоні 1989/90.
Влітку 1990 року Массімо за 6 млрд лір перейшов у «Ювентус», але вже у жовтні перейшов у «Фіорентину». Відіграв за «фіалок» наступні чотири сезони своєї ігрової кар'єри. Більшість часу, проведеного у складі «Фіорентини», був основним гравцем команди.
Протягом сезону 1994/95 років захищав кольори «Мілану», з яким виграв Суперкубок Італії та Суперкубок УЄФА. Втім у новій команді не був основним гравцем, зігравши лише дві гри у Серії А і по завершенні сезону повернувся у «Фіорентину», де провів ще два сезони. Протягом цих років виборов титул володаря Кубка Італії, а також вдруге у кар'єрі став володарем Суперкубка Італії. Всього за флорентійців за два періоди Орландо забив 17 голів в 126 матчах, і продемонстрував свій талант, успішно виступаючи в півзахисті, незважаючи на серію травм, які не дозволяли йому грати в повну силу після повернення.
У 1997 році він перейшов в «Аталанту», де провів лише 12 ігор і 1 гол протягом трьох наступних сезонів, а завершив професійну ігрову кар'єру у клубі «Пістоєзе», за команду якого виступав протягом 2000—2001 років, де він зіграв лише одному матчі Серії Б через ушкодження, які змусили його закінчити з футболом. За всю кар'єру він зіграв 208 матчів і забив 21 гол.

## Виступи за збірні
Протягом 1989—1992 років залучався до складу молодіжної збірної Італії і став у її складі молодіжним чемпіоном Європи 1992 року. На молодіжному рівні зіграв у 14 офіційних матчах, забив 1 гол.
1993 року захищав кольори олімпійської збірної Італії на Середземноморських іграх у Франції, зайнявши на турнірі четверте місце. У складі цієї команди провів 3 матчі, забив 1 гол.

## Подальше життя
По завершенні ігрової кар'єри працював на посаді спортивного коментатора для цифрового ефірного каналу Dahlia TV, а згодом на телеканалі RAI.
У сезоні 2007/08 разом із колишнім партнером Морено Торрічеллі тренеував юнацьку команду «Фіорентини» 1995 року.

## Титули і досягнення
- Володар Суперкубка УЄФА (1):

«Мілан»: 1994
- Володар Кубка Італії (1):

«Фіорентина»: 1995–1996
- Володар Суперкубка Італії (2):

«Мілан»: 1994
«Фіорентина»: 1996
- Чемпіон Європи серед молодіжних команд (1):

Італія U-21: 1992